# Stromzwischenkreisumrichter
Als Stromzwischenkreisumrichter, in Kurzform auch I-Umrichter genannt, (je nach Bauform engl.: Current Source Inverter, kurz CSI oder Load-commutated Inverter, kurz LCI) bezeichnet man einen Umrichter, der mit einem eingeprägten Wechselstrom (klassischer Drehstrom) aus dem speisenden Netz betrieben wird. Dieser Strom wird in einer Induktivität (Drossel) zwischengespeichert. Stromzwischenkreisumrichter werden vor allem zum Betrieb von großen Elektromotoren eingesetzt, da sie mit relativ preiswerten Bauteilen (Leistungshalbleitern) eine Rückspeisung von Energie in das Netz erlauben. Eine typische Anwendung sind zum Beispiel Zentrifugen, bei denen durch gewollte Drehzahländerungen (Abbremsvorgänge) der antreibende Motor zum Generator wird. Das Bremsen erlaubt dann die Stromrückspeisung ins Netz statt der Wandlung in Wärme über Bremswiderstände.
Auch Anlagen der Hochspannungs-Gleichstrom-Übertragung sind überwiegend Stromzwischenkreisumrichter. Hier werden Umrichter mit Leistungen bis über 6400 MW realisiert. 
Eine alternative Technik stellt der Spannungszwischenkreisumrichter dar.